# Philippe Biamby
Philippe Biamby (* 21. September 1952; † 13. Dezember 2008 in Panama) war Mitglied des Oberkommandos der militärischen Streitkräfte Haitis (Forces Armées d’Haïti (FADH)), Personalchef der haitianischen Armee und Stellvertreter von Raoul Cédras während der Militärherrschaft von 1991 bis 1994 auf Haiti.
Als General wurde Philippe Biamby beschuldigt, an dem am 24. April 1994 von Militärs und Paramilitärs verübten Raboteau-Massaker beteiligt gewesen zu sein, bei dem nach Schätzungen 20 Menschen getötet wurden. Biamby wurde als Mitglied des Oberkommandos der militärischen Streitkräfte Haitis (FADH) als Urheber und Hauptverantwortlicher des Massakers angesehen.
Mit dem Eintreffen der US-Streitkräfte im September 1994 auf Haiti flüchtete Biamby nach Panama, wo ihm politisches Asyl gewährt wurde. Einem Auslieferungsgesuch Haitis im Jahre 1998 wurde nicht Folge geleistet.
Philippe Biamby wurde im Jahr 2000 für seine Beteiligung am Raboteau-Massaker angeklagt und am 16. November 2000 von einem haitianischen Gericht in Abwesenheit zu einer lebenslangen Haftstrafe verurteilt.